# Torneo Mallorca III 2011
Il Torneo Mallorca III 2011 è stato un torneo di tennis facente parte della categoria ITF Women's Circuit nell'ambito dell'ITF Women's Circuit 2011. Il torneo si è giocato a Palma di Maiorca in Spagna dal 14 al 20 febbraio 2011 su campi in terra rossa e aveva un montepremi di $25,000.

## Vincitori

### Singolare
Iryna Kurjanovič ha battuto in finale  Sofija Kovalec con il punteggio di 6–2, 6–3

### Doppio
Iryna Burjačok /  Iryna Kurjanovič hanno battuto in finale  Iveta Gerlová /  Lucie Kriegsmannová con il punteggio di 7–5, 6–2